# Достоевский, Андрей Михайлович
Андре́й Миха́йлович Достое́вский (15 (27) марта 1825 — 7 (19) марта 1897) — русский архитектор и мемуарист. Младший брат писателя Ф. М. Достоевского, отец гистолога Александра Достоевского.
Андрей Михайлович не был так близок с Фёдором, как старший брат, тоже писатель, Михаил, но был весьма дружен с ним. Они переписывались до конца жизни, и Андрей Михайлович написал свои «Воспоминания» (впервые полностью были изданы в 1930 году) — бесценный и достоверный источник сведений о ранних годах великого писателя.

## Биография

### Молодые годы
Как и Фёдор Михайлович, Андрей также учился в пансионе Л. И. Чермака, намереваясь после 5-го класса поступить на математический факультет университета, но по настоянию брата Михаила переехал в Петербург и пытался вслед за Фёдором поступить в Главное инженерное училище, но сдать экзамен не сумел и поступил 6 декабря 1842 года в Училище гражданских инженеров (17 декабря 1842 года переименовано в Строительное училище). Во время подготовки к экзаменам Андрей жил на квартире, снимаемой Фёдором. Учёбу Андрей Михайлович закончил в июне 1848 года первым воспитанником и был принят на службу в Департамент проектов и смет Главного управления путей сообщения и публичных зданий.

### Зрелые годы
23 апреля 1849 года Андрей был ошибочно арестован по известному делу Петрашевского вместо своего брата Михаила. Пока ошибка не прояснилась, он 13 дней просидел в Петропавловской крепости. Михаил был арестован в мае. Главноуправляющий путями сообщения граф Клейнмихель, желая избавиться от архитектора с опальной фамилией, назначил Андрея Михайловича городским архитектором Елисаветграда.
16 июля 1850 года состоялась свадьба Андрея Михайловича с Домникой Ивановной Федорченко. У них было 2 сына и 2 дочери. В Елисаветграде Андрей Михайлович работал с октября 1849 года по июль 1858 года.
С июля 1858 года по май 1860 года служил архитектором в Симферополе, а затем переведён в Екатеринослав на должность губернского архитектора, где под его руководством в 1861 году было построено здание мужской классической гимназии и новый Гостиный двор на Большой Бульварной улице. На сегодня в городе сохранилось только одно его здание на Соборной площади.
4 августа 1865 года получил назначение на должность ярославского губернского архитектора. В Ярославль Достоевский прибыл 26 августа 1865 года, где и прослужил более двадцати пяти лет в различных должностях.

### Ярославский губернский архитектор

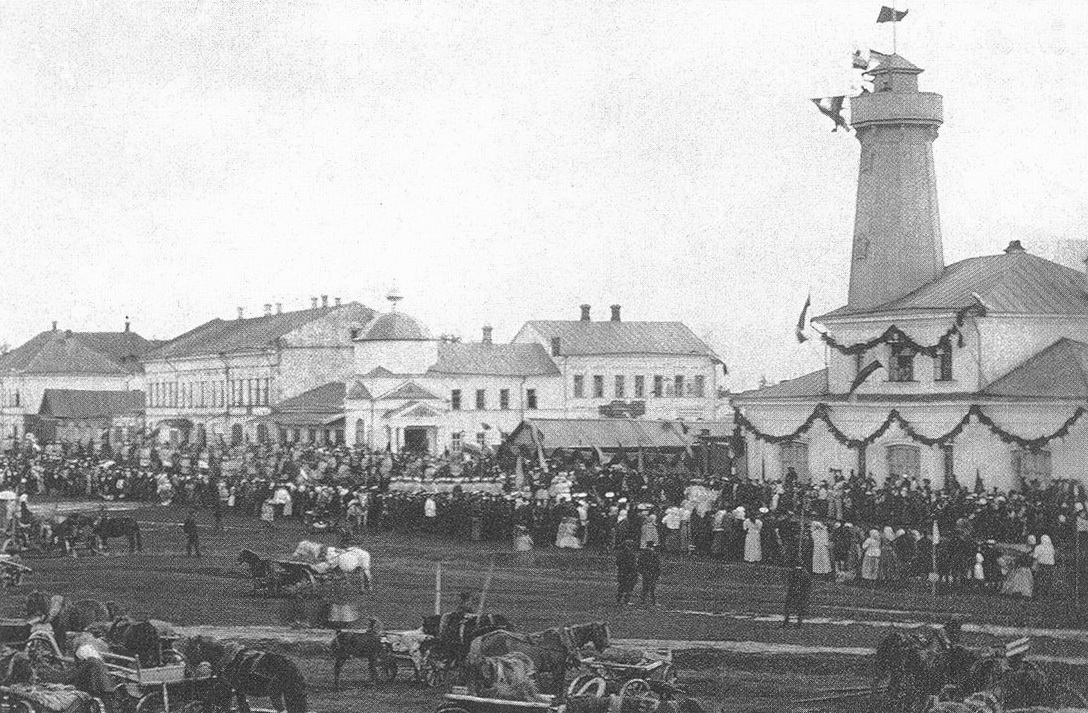
Торговая (Сенная) площадь во время ежегодного празднования Мологской вольной пожарной дружины. Справа пожарная каланча, построенная по проекту А. М. Достоевского.

- 1867 — утверждён его проект на перестройку и расширение трапезной и постройку колокольни при тёплой церкви Благовещения пресвятой богородицы в Ярославле.
- 1867 — приглашён для наблюдения за работами по расширению Зимнего храма Богоявления господня и святых Космы и Дамиана в селе Сигори Угличского уезда. В этом же году составил проект и смету на постройку в городе Мологе каменного пожарного депо с каланчою и мезонином.
- 1868 — создал проект двухэтажного дома для церковнослужителей Предтечевской церкви в Ярославле.
- 1867—1869 — руководил постройкой церкви в селе Краснове Ростовского уезда.
- 1871 — утверждён его проект каменного двухэтажного дома в городе Данилове для купца И. В. Ворохобина.
- 1880 — составлен проект здания спичечной фабрики для купца И. Н. Дунаева в городе Ярославле.
- 1882 — разработан проект построек химического завода близ города Романов-Борисоглебска для товарищества В. Д. Шипова и К°. Также спроектировал каменное здание чугунолитейного и механического завода для инженера-механика П. А. Федосеева в Ярославле (позже этот завод числился за московским купцом А. А. Ганшиным).
- 1882 — сдан проект перестройки Каменной часовни в церковь с устройством небольшой колокольни в селе Мало-Богородское Мышкинского уезда.
- 1883 — надстроен по его проекту 2-й этаж здания над корпусом ткацко-льняного производства товарищества Меленковской льняной мануфактуры близ села Кормилицына на реке Которосли. В настоящее время — «Красные Ткачи 2». В этом же году утверждается проект каменного здания белильного заведения для отбелки льняных тканей купцу В. Г. Маругину вблизи деревни Степановой на реке Которосли.
- 1886 — утверждён проект на постройку каменной церкви Рождества пресвятой богородицы в селе Брейтово Мологского уезда.
- 1887 — составлен проект каменной колокольни при церкви Святых жён Мироносиц в селе Дмитриевском Пошехонского уезда.
- 1888 — разработан проект новой колокольни при церкви Успения пресвятой богородицы в селе Закобякино Любимского уезда. Для купца П. А. Сакина спроектировано каменное двухэтажное здание для ткацкой фабрики между селом Карабиха и деревней Нагатино на реке Которосли. Ныне — «Красные Ткачи 1».
- 1890 — разработал проект каменного пятиэтажного корпуса паровой крупчатной мельницы в городе Пошехонье для купчихи Е. С. Шалаевой.

Андрей Михайлович принимал активное участие в реставрационных работах древних памятников архитектуры Ярославской губернии. В частности, входил в состав комитета для заведования Ростовским кремлём и осуществлял техническое руководство реставрационными работами.
В конце 1880-х годов принимал участие в восстановительных работах древнейшего памятника зодчества — палат царевича Дмитрия в Угличе.
Имел награды: орден Святой Анны 2-й степени (1883).

### Поздние годы
Многолетним другом семейства Достоевских в Ярославле был поэт и краевед Л. Н. Трефолев, с которым Андрей Михайлович познакомился, когда Леонид Николаевич некоторое время работал в строительном отделении делопроизводителем.
Семья Андрея Михайловича жила в достатке и была весьма дружна, и для Фёдора Михайловича была наиболее соответствующая думам и чаяниям великого писателя. «…Тебе одному, кажется, досталось с честью вести род наш: твоё семейство примерное и образованное, а на детей твоих смотришь с отрадным чувством… Заметь себе и проникнись тем, брат Андрей Михайлович, что идея непременного и высшего стремления в лучшие люди (в буквальном, самом высшем смысле слова) была основною идеей и отца и матери наших, несмотря на все уклонения. Ты эту самую идею в созданной тобою семье твоей выражаешь наиболее из всех Достоевских. Повторяю, вся семья твоя произвела на меня такое впечатление…» — писал в одном из писем к брату автор «Преступления и наказания».
Всего известно 17 писем Ф. М. Достоевского к младшему брату (1842—1880) и 2 письма Андрея Михайловича к Фёдору Михайловичу (1849—1869).
8 февраля 1887 года, после тяжёлой болезни, скончалась Домника Ивановна, и Андрей Михайлович остался один. Дочери вышли замуж ещё в середине семидесятых годов, сыновья уехали в Петербург учиться.
11 декабря 1890 года А. М. Достоевский по болезни был уволен в отставку, прослужив в области строительства и архитектуры 42 года.
Осенью 1896 года Андрей Михайлович серьёзно заболел. С помощью старшей дочери Евгении Андреевны Рыкачевой, жены известного географа Михаила Александровича Рыкачёва, переселился к ней в Петербург.
7 (19) марта 1897 года Андрей Михайлович Достоевский скончался от рака. Похоронен на Смоленском православном кладбище в Петербурге (уч. 68).

## Мемуары
Ещё в 1875 году Андрей Михайлович решил составить записки о всей своей жизни весьма интересным способом — поквартирно, что для архитектора было весьма понятно. Разделы мемуаров были названы не главами, а квартирами. Однако начатые в том же году записки охватили только историю его детства и были автором прерваны. После смерти Ф. М. Достоевского он представил эти записки первому биографу писателя профессору О. Ф. Миллеру, который частично использовал их при составлении «Материалов для жизнеописания Ф. М. Достоевского».
Летом 1895 года его навестил младший сын Андрей, который и попросил возобновить записки, прерванные отцом двадцать лет назад. После отъезда сына Андрей Михайлович продолжил свои записки. Мемуары Андрея Михайловича под названием «Воспоминания» впервые были опубликованы в Ленинграде в 1930 году. Их редактором и автором вступительной статьи стал его сын — географ Андрей Андреевич Достоевский, арестованный в тот же год.
С 1884 года Андрей Михайлович вёл дневник. Последняя запись в нём сделана им 18 октября 1896 года.

## Память
Именем А. М. Достоевского была названа средняя общеобразовательная школа № 21 Ярославля.